# 湖南省人民政府驻上海办事处
湖南省人民政府驻上海办事处，是中华人民共和国湖南省人民政府驻上海市的办事处，该办事处负责领导联络协调、招商引资、信息调研、对外宣传、接待服务以及服务驻华东地区企业等相关事项。该办事处为正地厅级单位。

## 机构设置
1. 办公室（加挂接待处牌子）
2. 联络信息处
3. 经济协作处（加挂建筑企业管理处牌子）